# Harsusi (jezik)
Harsusi jezik (harsi ’aforit, hersyet; ISO 639-3: hss), jezik plemena Harasis i ’Ifar kojim govori oko 600 ljudi u središnjem dijelu južnog Omana u provinciji Dhofar u Jiddat al-Harasisu. Srodan je jeziku mehri [gdq].
Harsusi pripada južnoarapskim jezicima i preko nje južnosemitskoj skupini.

## Vanjske poveznice
- Ethnologue (14th)
- Ethnologue (15th)